# Beisbol als Jocs Olímpics d'estiu de 1984
Als Jocs Olímpics d'Estiu de 1984 celebrats a la ciutat de Los Angeles (Estats Units d'Amèrica) es disputà una prova de beisbol com a esport de demostració dins el programa oficial dels Jocs. La competició se celebrà entre els dies 31 de juliol i 7 d'agost de 1984 al Dodger Stadium de la ciutat californiana.

## Comitès participants
Hi participaren un total de 8 comitès nacionals dividits en dos grups:
| Grup Blanc - Estats Units - Itàlia - República Dominicana - Xina-Taipei | Grup Blau - Canadà - Corea del Sud - Japó - Nicaragua |

## Resum de medalles
| Prova   | Or | Argent | Bronze |
| Beisbol | JapóArai Yukio · Fukumoto Katsuyuki · Furukawa Shinichi · Hata Shinji · Hirosawa Katsumi · Ito Akimitsu · Ito Atsunori · Kumano Terumitsu · Miyamoto Kazutomo · Morita Noboru · Morita Yoshihiko · Nishikawa Yoshiaki · Shimada Munehiko · Shoda Kozo · Ueda Kazuaki · Urahigashi Yasushi · Wada Yutaka · Yonemura Akira · Yoshida Yasuo · Yoshida Yukio | Estats UnitsSid Akins · Flavio Alfaro · Don August · Scott Bankhead · Bob Caffrey · Will Clark · Mike Dunne · Gary Green · Chris Gwynn · John Hoover · Barry Larkin · Shane Mack · John Marzano · Oddibe McDowell · Mark McGwire · Pat Pacillo · Cory Snyder · B. J. Surhoff · Bill Swift · Bobby Witt | Xina-TaipeiChao Shih-Chiang · Chiang Tai-Chuan · Chuang Sheng-Hsiung · Kuo Tai-Yuan · Lee Chu-Ming · Lu Wen-sheng · Li Chih-Chun · Lin Hua-Wei · Lin I-Tseng · Liu Chiu-Lung · Sung Yung-Tai · Tsai Sen-Fong · Tseng Chih-chen · Tu Fu-Ming · Tu Hung-Chin · Twu Jong-Nan · Wu Fu-Lien · Wu Te-Shen · Yang Ching-Long · Yeh Chih-Shien |

## Medaller
| Posició | País         | Or | Argent | Bronze | Total |
| 1       | Japó         | 1  | 0      | 0      | 1     |
| 2       | Estats Units | 0  | 1      | 0      | 1     |
| 3       | Xina-Taipei  | 0  | 0      | 1      | 1     |

## Resultats

### Primera ronda
Grup Blanc
| Date         | Local                | Visitant             | Resultat      |
| ------------ | -------------------- | -------------------- | ------------- |
| 31 de juliol | República Dominicana | Itàlia               | 7 - 10        |
| 31 de juliol | Estats Units         | Taiwan               | 2 - 1         |
| 2 d'agost    | Xina-Taipei          | República Dominicana | 13 - 1        |
| 2 d'agost    | Itàlia               | Estats Units         | 1 - 16        |
| 4 d'agost    | Estats Units         | República Dominicana | 12 - 0 (8 m.) |
| 4 d'agost    | Xina-Taipei          | Itàlia               | 10 - 0        |

| Pl. | Equip                | J | G | P | PF | PC | %     |
| --- | -------------------- | - | - | - | -- | -- | ----- |
| 1   | Estats Units         | 3 | 3 | 0 | 30 | 2  | 1.000 |
| 2   | Xina-Taipei          | 3 | 2 | 1 | 24 | 3  | .666  |
| 3   | Itàlia               | 3 | 1 | 2 | 11 | 33 | .333  |
| 4   | República Dominicana | 3 | 0 | 3 | 8  | 35 | .000  |

Grup Blau
| Date      | Local         | Visitant      | Resultat      |
| --------- | ------------- | ------------- | ------------- |
| 1 d'agost | Nicaragua     | Canadà        | 4 - 3 (12 m.) |
| 1 d'agost | Corea del Sud | Japó          | 0 - 2         |
| 3 d'agost | Canadà        | Corea del Sud | 1 - 3         |
| 3 d'agost | Japó          | Nicaragua     | 19 - 1        |
| 5 d'agost | Japó          | Canadà        | 4 - 6         |
| 5 d'agost | Corea del Sud | Nicaragua     | 7 - 6         |

| Pl. | Equip         | J | G | P | PF | PC | %    |
| --- | ------------- | - | - | - | -- | -- | ---- |
| 1   | Japó          | 3 | 2 | 1 | 25 | 7  | .666 |
| 2   | Corea del Sud | 3 | 2 | 1 | 10 | 9  | .666 |
| 3   | Nicaragua     | 3 | 1 | 2 | 11 | 29 | .333 |
| 4   | Canadà        | 3 | 1 | 2 | 10 | 11 | .333 |

### Fase Final
|  | Semifinals    | Semifinals   |   |             | Final         | Final |
|  |               |              |   |             |               |       |
|  | 6 d'agost     |              |   |             |               |       |
|  | Japó          | 2            |   |             |               |       |
|  | Xina-Taipei   | 1            |   |             |               |       |
|  |               |              |   |             |               |       |
|  |               |              |   |             | 7 d'agost     |       |
|  |               |              |   |             | Japó          | 6     |
|  |               | Estats Units | 3 |             |               |       |
|  |               |              |   |             |               |       |
|  |               |              |   |             |               |       |
|  |               |              |   |             | Tercer lloc   |       |
|  | 6 d'agost     | 6 d'agost    |   | 7 d'agost   | 7 d'agost     |       |
|  | Estats Units  | 5            |   | Xina-Taipei | 3             |       |
|  | Corea del Sud | 2            |   |             | Corea del Sud | 0     |